# Liste der Internationalen Meister (Verleihung 1954)

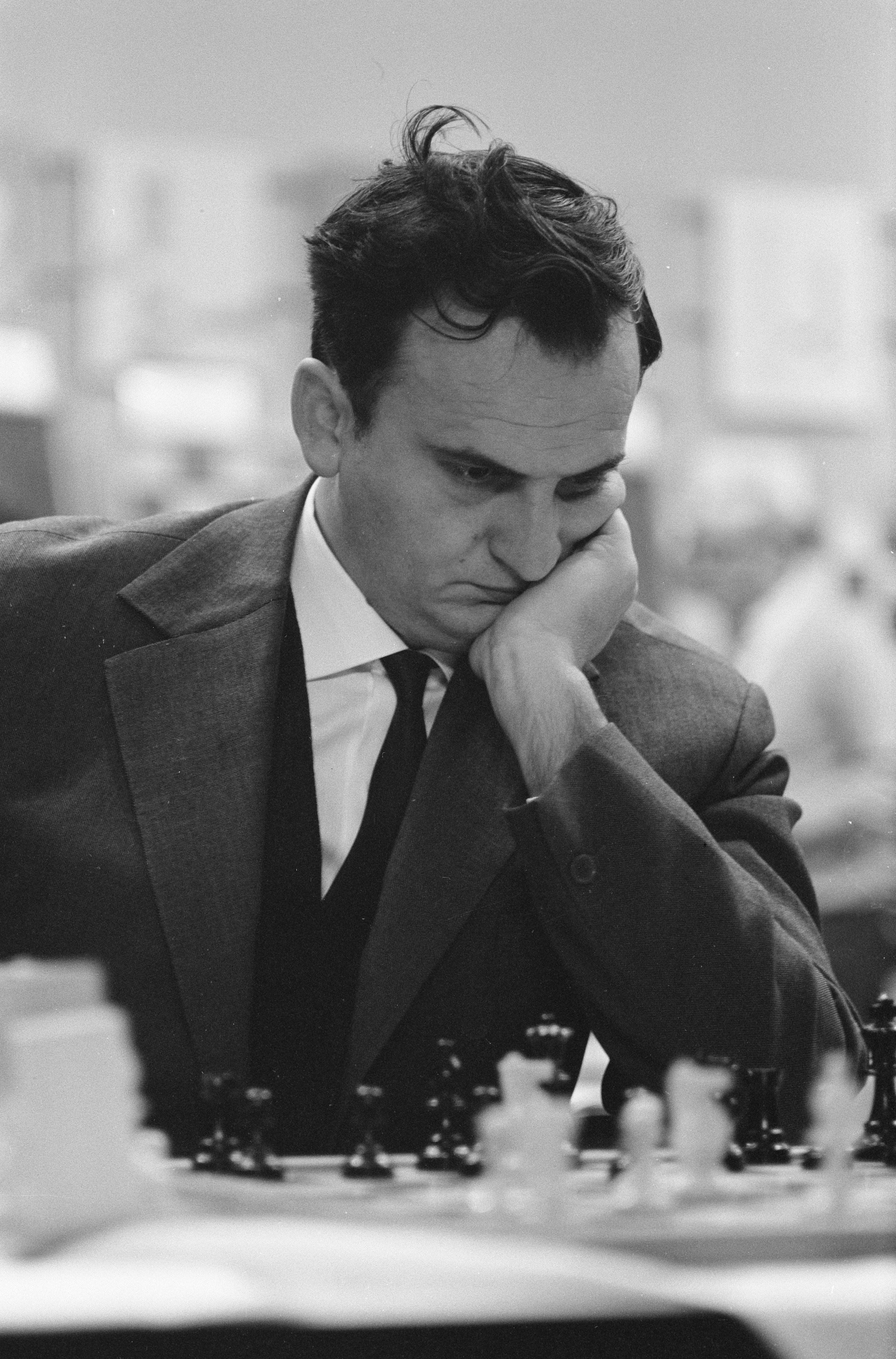
Borislav Ivkov gewann 1951 die erste Juniorenweltmeisterschaft.

Die Liste der Internationalen Meister des Jahres 1954 führt alle Schachspieler auf, die im Jahr 1954 vom Weltschachbund FIDE den Titel Internationaler Meister erhalten haben. Die Verleihung erfolgte wie in den Vorjahren auf Basis von herausragenden Turnier- und Wettkampfergebnissen der jeweiligen Spieler.
Im Februar 2022 sind mit Hans Bouwmeester und Óscar Panno noch zwei der damals 13 geehrten Spieler am Leben. Fünf der 13 Spieler erreichten später den Großmeistertitel, einem weiteren wurde später der Titel eines Ehren-Großmeisters verliehen.

## Legende
Die Tabelle enthält folgende Angaben:
- Name: Nennt den Namen des Spielers.
- Land: Nennt das Land, für das der Spieler 1954 spielberechtigt war.
- Lebensdaten: Nennt das Geburtsjahr und gegebenenfalls das Sterbejahr des Spielers.
- GM: Gibt für Spieler, die später zum Großmeister ernannt wurden, das Jahr der Verleihung an.
- HGM: Gibt für Spieler, die später zum Ehren-Großmeister ernannt wurden, das Jahr der Verleihung an.
- weitere Verbände: Gibt für Spieler, die früher oder später für mindestens einen anderen Verband spielberechtigt waren, diese Verbände mit den Zeiträumen der Spielberechtigung (sofern bekannt) an.

## Liste
| Name                  | Land               | Lebensdaten | GM   | HGM  | weitere Verbände                                      |
| --------------------- | ------------------ | ----------- | ---- | ---- | ----------------------------------------------------- |
| Ion Bălănel           | Rumänien           | 1926        |      |      |                                                       |
| Fedir Bohatyrtschuk   | Kanada             | 1892–1984   |      |      | Russisches Kaiserreich, Sowjetunion (bis 1944)        |
| Hans Bouwmeester      | Niederlande        | 1929        |      |      |                                                       |
| Ratmir Cholmow        | Sowjetunion        | 1925–2006   | 1960 |      | Russland (ab 1992)                                    |
| Arthur Dake           | Vereinigte Staaten | 1910–2000   |      | 1986 |                                                       |
| Semjon Furman         | Sowjetunion        | 1920–1978   | 1966 |      |                                                       |
| Borislav Ivkov        | Jugoslawien        | 1933–2022   | 1955 |      | Serbien und Montenegro (2003–2006), Serbien (ab 2006) |
| Gyula Kluger          | Ungarn             | 1914–1994   |      |      |                                                       |
| Viktor Kortschnoi     | Sowjetunion        | 1931–2016   | 1956 |      | Schweiz (ab 1979)                                     |
| Haije Kramer          | Niederlande        | 1917–2004   |      |      |                                                       |
| Raschid Neschmetdinow | Sowjetunion        | 1912–1974   |      |      |                                                       |
| Óscar Panno           | Argentinien        | 1935        | 1955 |      |                                                       |
| Román Torán Albero    | Spanien            | 1931–2005   |      |      |                                                       |